# Тулаева, Майя Ивановна
Тулаева Майя Ивановна (род. 8 марта 1932, Новороссийск, Северо-Кавказский край) — украинский селекционер-виноградарь, кандидат биологических наук, старший научный сотрудник, заведующая отделом селекции и сортоизучения Национального научного центра «Институт виноградарства и виноделия им. В. Е. Таирова» (2004—2012). Лауреат Государственной премии Украины в области науки и техники .

## Биография и научная деятельность
Родилась в городе Новороссийск в семье военного врача. Школу окончила в Ивано-Франковске с золотой медалью. В 1951—1956 годах училась на биологическом факультете Московского государственного университета им. М. В. Ломоносова, который закончила с отличием.
После окончания вуза начала работать в Украинском научно-исследовательском институте виноградарства и виноделия им. В. Е. Таирова, до 1974 года исполняющий обязанности младшего научного, а затем старшего научного сотрудника отдела селекции и сортоизучения.
В 1965 году защитила кандидатскую диссертацию по биологии опыления винограда. Получила ученое звание старшего научного сотрудника по специальности «селекция и семеноводство».
В 1974—1979 годах работала ученым секретарем института. В 1978 году Майя Ивановна вернулась к селекционной работе, получив должность заведующей отделом клоновой и фитосанитарной селекции. Под руководством Майи Ивановны была разработана программа организации системы производства посадочного материала на основе высокопроизводительных клонов, свободных от вирусной и бактериальной инфекции, созданы лаборатории культуры in vitro и вирусологии, открыт Центр клоновой и фитосанитарной селекции.
По инициативе Тулаевой за 1980—1986 годы был построен и открыт новый лабораторно-тепличный комплекс. С 2004 года возглавила отдел селекции и сортоизучения, посвятив свою деятельность разработке методических основ селекции и семеноводства винограда, созданию и выделению новых сортов. Под руководством Тулаевой значительно расширены гибридный и селекционный фонды, пополненная ценными генотипами коллекция института имени Таирова. Тулаева является соавтором 25 сортов винограда, внесенных в Реестр сортов растений Украины.

## Награды
Многолетний плодотворный труд Тулаевой по улучшению сортимента винограда отмечен медалью «За трудовое отличие» (1973), Золотой, серебряной и бронзовой медалями ВДНХ, медалью «За трудовую доблесть» в честь празднования 100-летия со дня основания института имени В. Е. Таирова, Знаком Почета Национальной академии аграрных наук Украины, орденом Дружбы народов, в честь празднования 150-летия со дня рождения В. Е. Таирова награждена медалью имени В. Е. Таирова «За веские заслуги в развитии украинского виноградарства» (2009) .За работу «Система сертифицированного виноградного питомника Украины» вместе с другими авторами получила Государственную премию в области науки и техники Украины .В номинации «Женщина года в науке» (2006) Майя Ивановна стала призёром.